# Andrzej Gąsiorowski (historyk)
Andrzej Gąsiorowski (ur. 18 grudnia 1950 w Subkowach) – polski historyk, profesor nauk humanistycznych, profesor zwyczajny Uniwersytetu Gdańskiego.

## Życiorys
Studia historyczne na Uniwersytecie Gdańskim ukończył w 1973. Doktorat obronił w 1979, a habilitację na Uniwersytecie Mikołaja Kopernika w Toruniu w 2000. Tytuł naukowy profesora uzyskał w 2010.
Specjalizuje się w historii najnowszej Polski. Pełni funkcję przewodniczącego rady Instytutu Bałtyckiego. Był dyrektorem Instytutu Politologii Wydziału Nauk Społecznych Uniwersytetu Gdańskiego, przewodniczącym Okręgowej Komisji Badania Zbrodni Przeciwko Narodowi Polskiemu IPN w Gdańsku oraz dziekanem Wydziału Administracji i Nauk o Polityce Gdańskiej Wyższej Szkoły Humanistycznej.
30 kwietnia 2020 został odznaczony Złotym Krzyżem Zasługi za zasługi w upowszechnianiu historii Polski. W 2011 otrzymał Medal Stolema oraz Srebrną tabakierę Abrahama.

## Ważniejsze publikacje
- Pomorze Gdańskie w świetle wydawnictw konspiracyjnych 1939-1945 (1979)
- Polska Armia Powstania : [największa tajemnica pomorskiej konspiracji] (1997)
- Szare Szeregi na Pomorzu (1939-1945) (1998)
- Wydział Marynarki Wojennej "Alfa" Komendy Głównej Armii Krajowej (wraz z Bogdanem Czają; 2001)
- Polska Podziemna na Pomorzu w latach 1939-1945 (wraz z Bogdanem Czają i Krzysztofem Steyerem; 2005)
- Jan Kaszubowski i służby specjalne : Gestapo, Smiersz, UB... (wraz z Krzysztofem Steyerem; 2010)
- Tajna Organizacja Wojskowa "Gryf Pomorski" (1979)
- Komenda Obrońców Polski : Okręg Pomorze (1994)
- Polska Armia Ludowa 1943-1945. Studia. Fakty-mity-tajemnice (2018)